# 劍山里站
劍山里站（韓語：검산리역）是朝鮮民主主義人民共和國两江道惠山市劍山洞的一個鐵路車站，属于白头山青年线。

## 歷史
- 1937年11月1日：落成啟用[2]。

## 邻近车站
白头山青年线
大五川站 - 劍山里站 - 渭淵青年站